# Californication (série télévisée)
Pour les articles homonymes, voir Californication.
Californication est une série télévisée américaine en 84 épisodes de 22 à 28 minutes créée par Tom Kapinos, diffusée simultanément entre le 13 août 2007 et le 29 juin 2014 sur Showtime aux États-Unis et sur The Movie Network au Canada.
En Suisse, la série est diffusée depuis le 25 février 2008 sur RTS Un, en Belgique depuis le 4 mars 2008 sur Be Séries, en France depuis le 14 mars 2008 sur M6 et au Québec depuis le 18 avril 2009 sur le réseau TQS / V.

## Synopsis
Hank Moody est un romancier new-yorkais exilé à Los Angeles et séparé de Karen, la mère de sa fille Becca, âgée de 12 ans. Perturbé par sa situation familiale et par son absence d'inspiration, il se réconforte dans la consommation immodérée d'alcool, de drogues en tout genre et des nombreuses femmes tombées sous son charme. Désabusé et sarcastique, il ne peut s'empêcher de dire toutes les vérités qui lui viennent à l'esprit, et ce, en toutes circonstances et à n'importe qui, n'ayant que très peu de respect pour les conventions de la bourgeoisie californienne. Hank est auto-destructeur, mais dans le fond il ne cherche qu'à récupérer Karen et à vivre une vie de famille tranquille…

## Distribution

### Acteurs principaux
- David Duchovny (VF : Georges Caudron) : Hank Moody
- Natascha McElhone (VF : Danièle Douet) : Karen van der Beek
- Evan Handler (VF : Xavier Fagnon) : Charlie Runkle
- Madeleine Martin (VF : Léopoldine Serre) : Rebecca Moody alias « Becca » (saison 1 à 6 - invitée saison 7)
- Madeline Zima (VF : Caroline Victoria) : Mia Lewis (saisons 1 et 2 - récurrente saisons 3 et 4)
- Pamela Adlon (VF : Marie Vincent) : Marcy (saison 2 - récurrente saison 1)

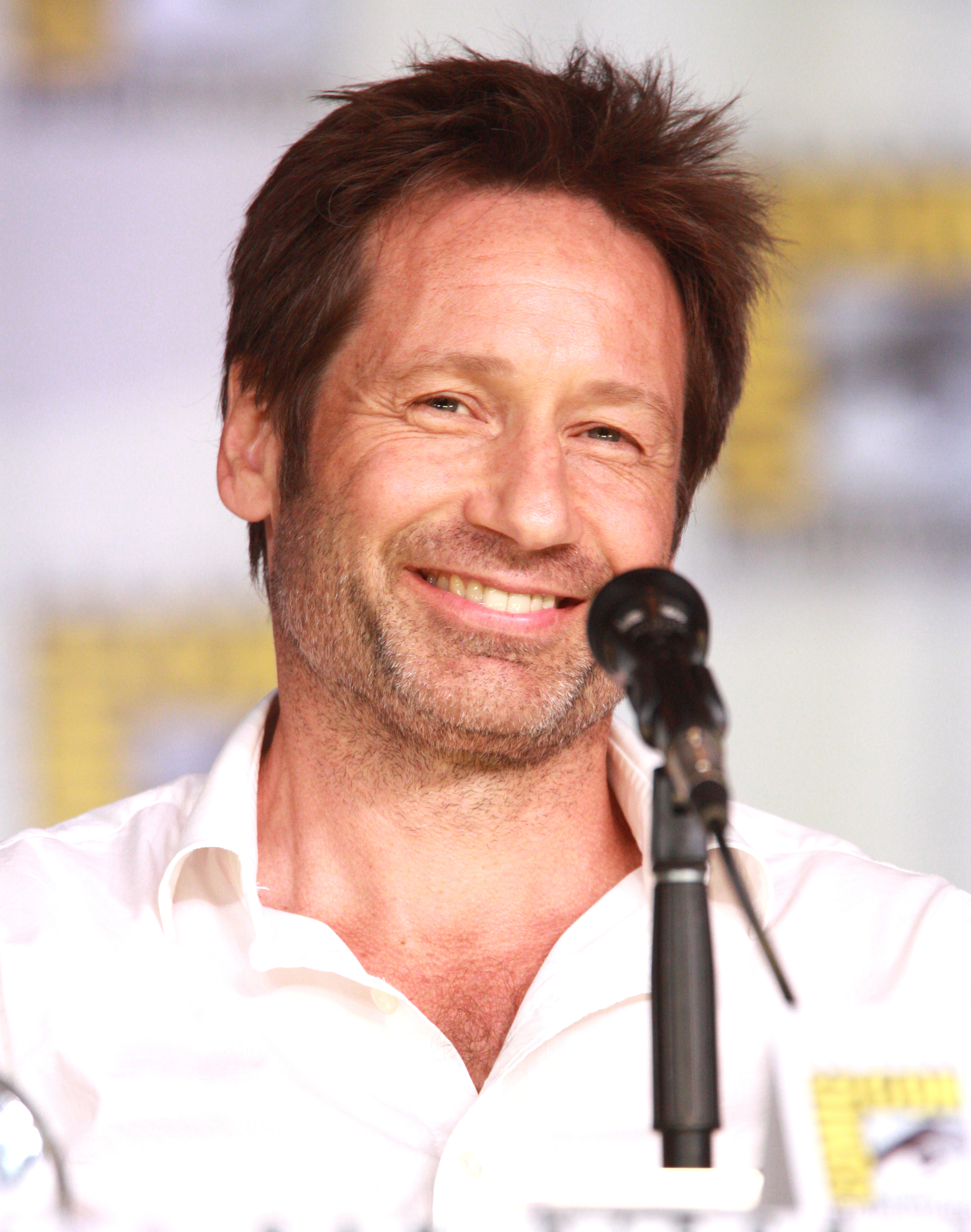
David Duchovny interprète Hank Moody.
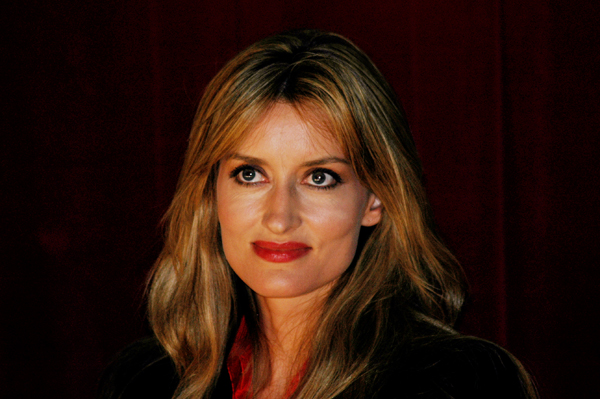
Natascha McElhone interprète Karen van der Beek.
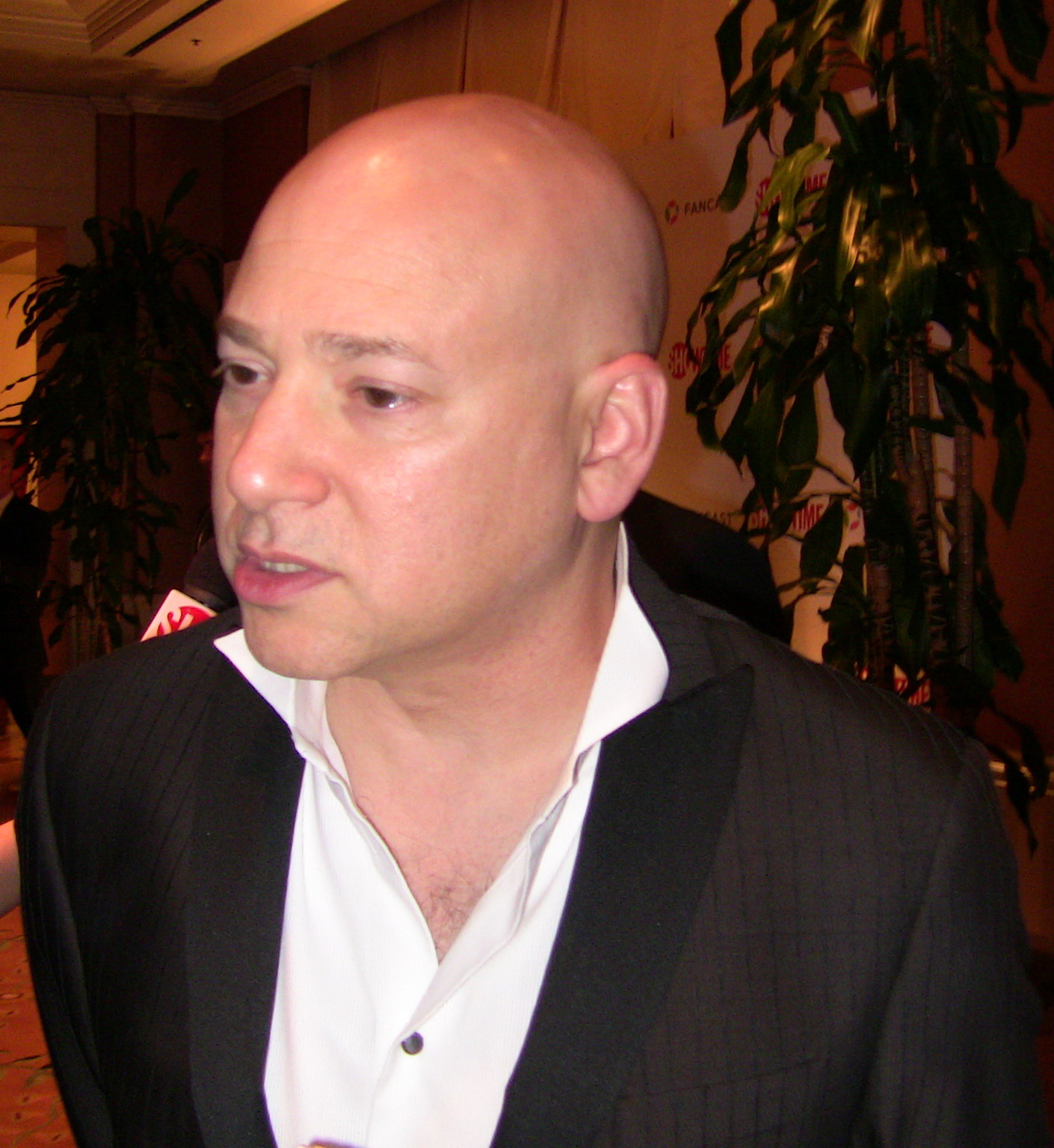
Evan Handler interprète Charlie Runkle.
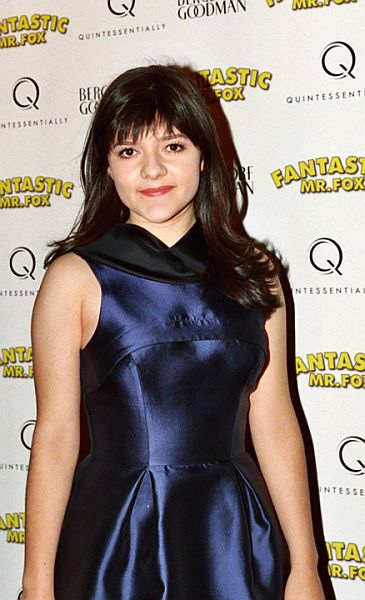
Madeleine Martin interprète Rebecca Moody.
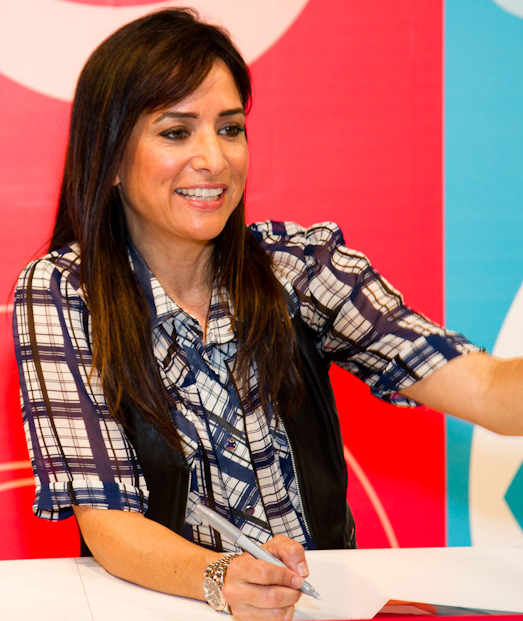
Pamela Adlon interprète Marcy Runkle.

### Acteurs récurrents
- Rachel Miner (VF : Dorothée Pousséo) : Dani California (saisons 1 et 2)
- Damian Young (VF : Michel Dodane) : Bill Lewis (saisons 1 et 4)
- Judy Greer (VF : Barbara Beretta) : Trixie, la prostituée (saisons 1, 2, 4 et 5)
- Amy Price-Francis (VF : Stéphanie Lafforgue) : Meredith (saison 1)
- Paula Marshall (VF : Laura Blanc) : Sonja (saisons 1 et 2)
- Chris Williams (en) (VF : David Kruger) : Todd Carr (saison 1)
- Lance Barber (VF : Frédéric Norbert) : Nick Lowry (saison 1)
- Michelle Lombardo : Surfer Girl/Michelle (saisons 1 et 2)
- Callum Keith Rennie (VF : Guillaume Orsat) : Lew Ashby (saisons 2, 5 et 6)
- Carla Gallo (VF : Laura Préjean) : Daisy (saisons 2 et 3)
- Mädchen Amick (VF : Anne Rondeleux) : Janie Jones (saison 2)
- Angus Macfadyen (VF : Bernard Métraux) : Julian (saison 2)
- Ezra Miller (VF : Brice Ournac) : Damien (saison 2)
- Hal Ozsan (VF : Adrien Antoine) : Ronny Praeger (saison 2)
- Meredith Monroe (VF : Barbara Delsol) : Chloé Metz (saison 2)
- Kathleen Turner (VF : Anne Jolivet) : Sue Collini (saison 3)
- Diane Farr (VF : Rafaèle Moutier) : Jill Robinson (saison 3)
- Ellen Davis Woglom (VF : Justine Berger) : Chelsea Koons (saison 3)
- Embeth Davidtz (VF : Stéphanie Lafforgue) : Felicia Koons (saison 3)
- Peter Gallagher (VF : Tony Joudrier) : Doyen Stacy Koons (saison 3)
- Jason Beghe (VF : Jean-Jacques Nervest) : Richard Bates (saisons 3, 5 et 6)
- Eva Amurri (VF : Edwige Lemoine) : Jackie (saison 3)
- Rick Springfield (VF : Jean-Marc Charrier) : lui-même (saison 3)
- Carla Gugino (VF : Marjorie Frantz) : Abby Rhodes (saison 4)
- Stephen Tobolowsky (VF : Bernard Alane) : Stu Beggs (saisons 4 à 7)
- Rob Lowe (VF : Bruno Choël) : Eddie Nero (saisons 4 à 6)
- Addison Timlin (VF : Fily Keita) : Sasha Bingham (saison 4)
- Jonathan Kasdan (VF : Benjamin Gasquet) : le réalisateur (saison 4)
- Zoë Kravitz (VF : Alice Taurand) : Pearl (saison 4)
- Michael Ealy (VF : Daniel Lobé) : Ben (saison 4)
- Melissa Stephens : Peggy (saison 4)
- RZA (VF : Rémi Bichet) : Apocalypse Samurai (saison 5)
- Meagan Good (VF : Anne Dolan) : Kali (saison 5)
- Scott Michael Foster (VF : Alexandre Gillet) : Tyler, le nouveau petit ami de Becca (saison 5)
- Camilla Luddington (VF : Caroline Lallau) : Lizzie (saison 5)
- Natalie Zea (VF : Amandine Pommier) : Carrie (saison 5)
- Patrick Fischler (VF : Franck Capillery) : Gabriel (saisons 5 et 6)
- Drea de Matteo (VF : Odile Schmitt) : Holly, une stripteaseuse (saison 5)
- Maggie Grace (VF : Edwige Lemoine) : Faith (saison 6)
- Tim Minchin (VF : Nessym Guetat) : Atticus Fetch (saison 6)
- Lee Arenberg (VF : Enrique Carballido) : partenaire dans l'agence de Charlie (saison 6)
- Maggie Wheeler (VF : Zaïra Benbadis) : Ophelia, la gourou (saison 6)
- Steve Jones (VF : Paul Borne) : Krull, le tour manager d’Atticus Fetch (saison 6)
- Sarah Wynter (VF : Vanina Pradier) : la femme d'Atticus Fetch (saison 6)
- Michael Imperioli (VF : Emmanuel Gradi) : Rick Rath (saison 7)
- Oliver Cooper (en) (VF : Gabriel Bismuth-Bienaimé) : Levon (saison 7)
- Heather Graham (VF : Marie-Eugénie Maréchal) : Julia (saison 7)
- Darrell Britt-Gibson (VF : Rémi Caillebot) : Darrell (saison 7)
- Jade Catta-Preta (VF : Caroline Pascal) : Jade (saison 7)
- Chris Titone (VF : Jérémy Prévost) : Hugh (saison 7)
- John Madison Tye (VF : Jérôme Wiggins) : Terry (saison 7)
- Alonzo Bodden : Alonzo, un scénariste (saison 7)
- Tara Holt (VF : Anouck Hautbois) : Melanie (saison 7)
- Mary Lynn Rajskub (VF : Patricia Marmoras) : Goldie (saison 7)
Version française
  - Société de doublage : Mediadub International[2],[3]
  - Direction artistique : Nathalie Raimbault (saison 1[2]) / Karine Krettly (saisons 2 et 3[2]) / Pauline Brunel (saisons 4 à 7[2])
  - Adaptation des dialogues : Joëlle Martrenchard, Frédéric Slama, Franco Quaglia, Flaminio Corcos, Jérôme Dalotel et Jérôme Pauwels[2]

 Source et légende : version française (VF) sur RS Doublage et Doublage Séries Database

## Production

### Développement
Le projet a débuté en septembre 2006. Après le casting principal, Showtime commande directement douze épisodes le 15 mars 2007.
Le 16 janvier 2011, la série a été renouvelée pour une cinquième saison de douze épisodes.
Le 2 février 2012, Showtime a renouvelé la série pour une sixième saison de douze épisodes.
Le 29 janvier 2013, Showtime a renouvelé la série pour une septième saison de douze épisodes.
En décembre 2013, David Nevins, le président de Showtime, a déclaré que la septième saison serait la dernière.

### Casting
Le casting principal a débuté en novembre 2006 avec l'embauche de David Duchovny dans le rôle principal. Il est rejoint en janvier 2007 par Evan Handler et Natascha McElhone. Lors de la commande de la série en mars, les autres rôles sont dévoilés, soit Madeleine Martin et Madeline Zima.
En mai 2012, l'actrice Maggie Grace (vu dans Lost : Les Disparus) et l'acteur Lee Arenberg (vu dans Once Upon a Time) ont obtenu un rôle récurrent pour la sixième saison de la série.
En juin 2012, l'acteur Jorge Garcia (vu aussi dans Lost : Les Disparus et Alcatraz) a obtenu un rôle le temps d'un épisode lors de la sixième saison, l'actrice Maggie Wheeler (vu dans Friends et Larry et son nombril) a obtenu un rôle récurrent pour la sixième saison puis le chanteur, acteur et producteur Marilyn Manson a obtenu un rôle le temps d'un épisode lors de la sixième saison.
En avril 2013, les acteurs Michael Imperioli, Mary Lynn Rajskub et Heather Graham ont obtenu un rôle récurrent lors de la septième saison.
En juin 2013, l'actrice Mercedes Masöhn a obtenu un rôle en tant qu'invitée spéciale lors de la septième saison.

### Tournage
La majorité des scènes ont été tournées dans les studios de Venice à Los Angeles, et sur la plage de Santa Monica, en Californie, aux États-Unis.
Le tournage de la deuxième saison a commencé en avril 2008 pour une diffusion à partir du 28 septembre 2008 sur Showtime.

### Fiche technique
- Titre original et français : Californication
- Création : Tom Kapinos
- Réalisation : David Von Ancken (9 épisodes) ; John Dahl (7 épisodes) ; Bart Freundlich et Adam Bernstein (5 épisodes) ; David Duchovny, Scott Winant et Michael Lehmann (4 épisodes), Stephen Hopkins, Seith Mann et Ken Whittingham (2 épisodes), Michel Weaver, Tucker Gates, Scott Z. Burns, Michael Lembeck, Jake Kasdan, Daniel Duchovny, Helen Hunt, Beth McCarthy-Miller (1 épisode)
- Scénario : Tom Kapinos (32 épisodes) ; Gina Fattore (11 épisodes) ; Daisy Gardner (4 épisodes) ; Gabriel Roth (3 épisodes) ; Eric Weinberg et Matt Patterson (2 épisodes) ; Ildy Modrovich, Jay Dyer, Vanessa Reisen et Susan McMartin (1 épisode)
- Direction artistique : Maggie Martin (2007), Megan Malley (2007), Debra Combs (2008)
- Décors : Garreth Stover (2007), Eric Weiler (2007-2008), Michael Z. Hanan (2009) et Michael Wylie (2011)
- Costumes : Peggy A. Schnitzer
- Photographie : Michael Weaver, Andy Graham
- Montage : Tony Solomons (2007), Shannon Mitchell (2007-2012), Kevin D. Ross (2007-2012), Todd Desrosiers (2008-2011), Mark S. Manos (2012) et Michael D. Ornstein (2012)
- Musique : Tree Adams, Tyler Bates
- Casting : Felicia Fasano (2007-2012)
- Production : John H. Radulovic et Lou Fusaro ; Tom Keefe et Daisy Gardner (coproducteur) ; Jay Dyer, Ildy Modrovich et Vanessa Reisen (superviseur) ; Jim Sodini et Michael Paolillo (associé)
  - Production exécutive : Tom Kapinos, David Duchovny, Gina Fattore et Scott Winant ; Lou Fusaro, Melanie Greene, Gina Fattore et Eric Weinberg (coproducteur exécutif)
- Sociétés de production : Showtime en association avec Aggressive Mediocrity, And Then… et Twilight Time Films
- Sociétés de distribution : Showtime Networks (mondial - tous médias), Showtime (télévision - États-Unis)
- Pays d'origine :  États-Unis
- Langue originale : anglais
- Format : couleur - 1,78:1 - son Dolby Digital
- Genre : comédie dramatique
- Durée : 25 à 28 minutes

 Sauf indication contraire, les informations mentionnées dans cette section peuvent être confirmées par la base de données cinématographiques IMDb,  présente dans la section « Liens externes ».

## Épisodes
La série compte sept saisons chacune composée de douze épisodes.

## Univers de la série

### Les personnages

#### Personnages principaux
Henry James « Hank » Moody
Hank est un écrivain talentueux mais en panne d'inspiration, déluré, irresponsable, cynique, et obsédé par le fait de reconquérir son ex, Karen. Ils ont eu ensemble une fille, Becca. Pour l'aider dans ses démarches professionnelles, Hank a Charlie Runkle, son agent et meilleur ami.
Karen van der Beek
Karen, architecte d'intérieur, a été en couple avec Hank, mais lassée de son comportement, elle décide de le quitter. Elle rencontre ensuite Bill, avec qui se décide un mariage. Néanmoins, elle reste attachée à Hank et ne veut pas décevoir leur fille : le jour-même, elle choisit de s'enfuir avec lui dans sa Porsche. Par la suite, leur relation est à nouveau entachée par les déboires de Hank.
Charlie Runkle
Charlie est l'agent et le meilleur ami de Hank. Toujours à la recherche de la perle rare pour Hank, c'est lui qui découvre la supercherie de Mia vis-à-vis du roman que Hank a écrit.
Lors de la deuxième saison, il se fait virer de chez UTK et il prend sous son aile une jeune fille nommée Daisy. Après ça il devient vendeur de BMW puis est à nouveau agent mais cette fois-ci dans une entreprise différente. Finalement, il revient chez UTK avec un précieux projet.
Rebecca « Becca » Moody
C'est la fille de Hank et Karen. Elle aime le rock et elle a son propre groupe dont elle est la chanteuse. Curieuse et cultivée, elle aime énormément ses parents. Elle fait une crise d'adolescence à cause notamment de l'ambiguïté de la relation de ses parents. Malgré le comportement de son père, elle ne cesse de le défendre, excepté après la révélation de ses relations sexuelles avec Mia. Depuis, la relation avec son père est beaucoup plus aléatoire.
Marcella « Marcy » Runkle
Marcy est la femme de Charlie. Elle travaille à son compte et propose des séances d'épilation. Ils vivent un mariage paisible jusqu'à l'infidélité de son mari avec sa secrétaire Dani. Ils finissent par se remettre ensemble lors du vrai-faux mariage de Karen, mais à la suite d'une nouvelle infidélité de Charlie avec Daisy, elle le quitte à nouveau et engage une procédure de divorce. Dans l'attente de la prononciation, ils se remettent plus ou moins ensemble avant que Marcy rencontre, Stu Beggs.

#### Personnages récurrents
Mia Lewis
C'est la fille de Bill, âgée de 16 ans, avec qui Hank a eu une relation sexuelle et qui ne le laisse plus tranquille, entre menaces, chantage et séduction. Elle tente par tous les moyens de faire succomber Hank à la tentation. À la fin de la saison 1 dans le dernier épisode, alors qu'elle danse avec Hank lors du mariage de son père, elle lui glisse à l'oreille : « Une fille n'oublie jamais sa première fois » avant de partir.
Dani California
C'est la secrétaire de Charlie. Elle est allumeuse et très ambitieuse. Elle va jusqu'à se servir de Charlie pour accéder au titre d'agent puis de directrice de campagne. Elle lui propose un dilemme : la former pour qu'elle puisse devenir un jour comme lui en le menaçant de l'attaquer en justice à la suite de « leur relation » quelque peu tumultueuse de patron/secrétaire, s'il ne le fait pas.
Bill Lewis
C'est le père de Mia. Il est très occupé par son travail, et il n'est presque jamais chez lui. Il devait devenir le futur mari de Karen lorsque celle-ci décida de s'enfuir avec Hank le jour de leur mariage après qu'ils se furent dit « oui » devant l'autel.
Trixie
Prostituée de luxe, Trixie apparaît régulièrement de façon anecdotique à Hank. Ils se rencontrent d'abord dans un bar et échangent une prestation sexuelle. Elle émet souvent des conseils à Hank, qui n'hésite pas à exprimer ses plus profondes pensées.
Lew Ashby
C'est une ex-star du rock, toxicomane, imprudent et fait très souvent la fête mais en dépit de tout cela, il est malheureux et aime encore son ex, Janie Jones. Un jour, il fait la rencontre de Hank en prison et en discutant lui demande d'écrire sa biographie. Il meurt à la fin de la saison deux d'une overdose, juste avant de revoir Janie, que Hank avait réussi à convaincre de venir le voir dans son manoir.
Sonja
Lors de la première saison, Karen présente Sonja à Hank lors d'un dîner chez Bill pour essayer de les mettre ensemble. Après une nuit tumultueuse en tout point, on apprend que Sonja est enceinte.
Lors de la deuxième saison, au cours d'un diner chez Hank et Karen, Mia laisse entrevoir que Hank serait le père, après la nuit que Sonja et lui avaient passé chez Bill. Perturbé par cette déclaration, Sonja n'a pas d'autre choix que d'avouer à Hank qu'il est le père biologique du bébé, ce qui entraine une rupture de Hank et Karen. Lors de l'accouchement de Sonja à la fin de la deuxième saison, Hank et Karen assistent à l'accouchement, et surprise le bébé est « noir ». Sonja se souvient alors qu'elle a aussi eu une aventure avec un serveur après celle qu'elle a eue avec Hank.
Daisy
Promise à une carrière de star porno de seconde zone, Daisy rencontre initialement Marcy lors d'une séance d'épilation. Puis Charlie la prend sous son aile, agent au chômage oblige, il tente par tous les moyens de faire décoller sa carrière et la fait jouer dans un film pornographique intitulé Vaginatown.
Damien
Damien est guitariste et fan de metal. Il rencontre Becca dans son école, pourtant exclusivement réservée aux filles. Ils se lient d'amitié puis entament une relation amoureuse. Lors d'une soirée, il embrasse une autre fille. Il tente de reconquérir Becca à la fin de la deuxième saison.
Jackie
Lors de la troisième saison, Hank rencontre Jackie qui est à la fois étudiante et stripteaseuse, et qui a un réel talent pour l'écriture. Hank la prend sous son aile pour qu'elle continue dans cette voie.
Chelsea
Chelsea est la meilleure amie de Becca, lors de la troisième saison. Cependant, elle exerce une mauvaise influence sur Becca qui ne peut plus se passer d'elle. C'est durant une soirée avec Chelsea qu'elles font le mur et ont chacune une relation sexuelle ; la première fois pour Becca. Elle est aussi la fille du doyen Stacy et de Felicia.
Felicia
Professeur de lettres, elle enseigne à l'Université de Los Angeles et recrute Hank. Malgré ses airs de bonne famille, elle s'ennuie de son mariage et décide de se laisser séduire par Hank. Karen en est particulièrement jalouse.
Le doyen Stacy
Mari de Felicia, il ne peut que constater l'échec de son mariage après l'arrivée de Hank. Il s'occupe de la direction de l'Université et porte des tenues adaptées à chaque sport qu'il pratique.
Sue Collini
C'est la patronne de Charlie à partir de la troisième saison, c'est une nymphomane qui n'arrête pas de lancer des invitations à Charlie qui fait tout pour se défiler. Elle est mariée à un paraplégique mais leur couple est « très libre » sexuellement. Elle finit par coucher avec Charlie une fois et ils sont surpris par Marcy.
Richard Bates
Bates est un ancien professeur de fac, reconverti en écrivain. Il a rencontré Karen alors qu'elle était étudiante et ils ont couché ensemble durant leurs recherches.
Sa culture est aussi vaste que sa sexualité, ambiguë; il se marie avec Karen dans la cinquième saison. Mais ses graves problèmes avec l'alcool le conduisent à devenir incontrôlable.
Sasha Bingham
Actrice talentueuse, Sasha se présente rapidement à Hank et est désignée pour jouer le rôle de Mia dans la future production de Fucking and Punching.
Stu Beggs
Réputé pour son membre phallique, il est un célèbre et riche producteur de cinéma. Il rencontre Marcy Runkle, la séduit et se marie avec elle.
Abby Rhodes
Elle est l'avocate de Hank lors de son accusation pour détournement de mineurs.
Eddie Nero
C'est un acteur. Il a été choisi pour interpréter le rôle de Hank dans le film basé sur le livre de Mia (celle-ci ayant volé le manuscrit de Hank). Il décide de rester quelques jours avec Hank afin de l'observer pour s'inspirer de lui. Il souhaite reproduire fidèlement les comportements et réactions de Hank dans le film.
Ben
C'est le nouvel amour de Karen lors de la quatrième saison. Artiste de profession, il séduit Karen dès leur première rencontre et arrive à créer une relation.
Carrie
Elle est l'amour de Hank à New York lors de la cinquième saison. Déjantée et acquise à la cause de Hank, elle ne peut rien lui refuser mais sans se laisser faire pour autant.
Apocalypse Samurai
C'est un rappeur, associé d'affaires de Hank. Jaloux et possessif, il ne supporte pas qu'un autre homme pose ses mains sur Kali. Il peut être parfois violent mais attachant auprès de Hank.
Kali
Elle est l'ancienne amante d'Apocalypse Samouraï, qui a repéré ses talents de chanteuse dans le Bronx. La chimie indéniable qu'elle partage avec Hank devient apparente quand ils se trouvent à côté les uns des autres sur un vol d'avion.
Tyler
Il est le petit ami de Becca, détesté à la fois par Hank et Richard Bates. Peu à peu, les comparaisons entre Hank et Tyler se font de plus en plus présente et Hank constate plusieurs fois son infidélité.
Lizzie
C'est la nounou de Charlie Runkle et de son ex-femme. Elle devient plus tard la maîtresse de Charlie. C'est elle qui brise le couple de Marcy et Stu. Particulièrement versatile, elle est bienveillante à l'égard de Stuart. Elle souhaite devenir une actrice plus tard.
Atticus Fetch
C'est une rock star au mode de vie particulier, drogues, alcool et femmes à gogo. Il demande à Hank de lui écrire le scénario d'une comédie musicale dont il produira les chansons. Il est marié avec Nathalie, qui a employé Karen pour refaire la décoration intérieure de leur énorme maison.

## Accueil

### Audiences

#### Dans les pays francophones
En France, lors de son lancement sur M6 le 14 mars 2008, la série a retenu l’attention de 1,59 million de téléspectateurs en moyenne dès 23 h 20, soit 20,6 % de part de marché.
M6 a déprogrammé la série le 5 novembre 2010 pour manque d'audience par rapport à l'heure de diffusion. Elle a été de nouveau sur la chaine à compter du 26 novembre 2010 avec un horaire plus tardif.

### Distinctions

#### Récompenses
Golden Globe Award 2008
Meilleur acteur dans une série télévisée musicale ou comique pour David Duchovny.

## Commentaires
Cette série signe le retour de David Duchovny dans une série télévisée au ton volontiers irrévérencieux, comme l'illustre la scène d'ouverture dans laquelle il rêve que, venu prier dans une église pour vaincre sa crise de la page blanche, une nonne lui prodigue une fellation.
Le livre qui rend le personnage Hank Moody célèbre dans la série, God Hates Us All ( "Dieu nous hait tous", publié en France en 2011 par les éditions Florent Massot, traduit par Marie Chabin) a été réellement publié en 2009 par les éditions Simon & Schuster sous le nom de Hank Moody mais en réalité a été écrit par Jonathan Grotenstein.
La série White Famous comprend certains personnages secondaires de la série.

### Les Red Hot Chili Peppers contre Showtime
Les Red Hot Chili Peppers ont entamé une procédure judiciaire contre la chaîne Showtime, pour avoir utilisé le nom de leur album Californication et de leur single, sortis par le groupe californien en 1999.
De plus, dans un épisode, Hank appelle la secrétaire interprétée par Rachel Miner « Dani California », en ironisant sur son prénom Dani (Dani California est le titre d'une chanson de l'album Stadium Arcadium, et un personnage récurrent dans l'univers des Red Hot Chili Peppers.).